# الغنايم
26°52′29″N 31°19′45″E / 26.87472222°N 31.32916667°E
الغنايم هي أحد مراكز محافظة أسيوط، وتقع في جنوب غرب المحافظة على بعد 40 كيلو متراً من مدينة أسيوط، ونحو 440 كيلو متراً من القاهرة. يحدها من الشمال مركز أبوتيج، ومن الشرق مركز صدفا، ومن الجنوب مركز طما بمحافظة سوهاج، ومن الغرب الصحراء الغربية وحدود محافظة الوادي الجديد.
تعدّ الغنايم مدينة ريفية صحراوية، فالجزء الشرقي منها زراعي، أما الجزء الغربي فهو صحراوي، ويشهد حاليا نهضة عمرانية.

## أصل لتسمية
لا يوجد اصل معروف لتسمية مركز الغنايم 